# Montažna hiša
Montažna hiša je hiša, katere glavna značilnost je, da jo sestavijo na gradbišču iz prej izdelanih elementov. Način gradnje omogoča možnost vselitve v dveh do treh mesecih od pridobitve gradbenega dovoljenja. 
Montažne hiše imajo za seboj že bogato zgodovino in v nekaterih deželah predstavljajo tradicionalen tip stanovanjske gradnje. Na področju Evrope se delež montažne gradnje giblje med 20 in 30 odstotki, v Sloveniji pa proizvodnja tovrstne gradnje močno narašča. Glavna značilnost je, da jih sestavljajo na gradbišču iz prej izdelanih elementov. Gradnja je čista, brez večjih odpadkov, lahko pa je tudi natančnejša.
Montažne hiše postajajo priljubljene v Evropi, Kanadi in Združenih državah, saj so v primerjavi s številnimi obstoječimi domovi na trgu relativno poceni.
Za tovrstno gradnjo doma ni vseevropskega stanovanjskega standarda, saj je bila ureditev v preteklosti na nacionalni ravni. Vendar obstajajo številne direktive EU, ki veljajo za stanovanjsko gradnjo in zasnovo, vendar te direktive ne vplivajo neposredno na sektor montažnih hiš med EU zaradi razlogov glede proste trgovine med EU.